# Takao Suzuki
Takao Suzuki (jap. 鈴木貴男 Suzuki Takao; ur. 20 września 1976 w Sapporo) – japoński tenisista, reprezentant w Pucharze Davisa, olimpijczyk z Atlanty (1996).

## Kariera tenisowa
Zawodowym tenisistą Suzuki był w latach 1995–2017.
W grze pojedynczej wygrał 16 turniejów o randze ATP Challenger Tour.
W grze podwójnej tenisista japoński swój największy sukces odniósł w 2005 roku, podczas zawodów ATP World Tour w Tokio. Rozgrywki zakończyły się triumfem Suzukiego, który startował w parze z Satoshim Iwabuchim.
W latach 1995–2011 reprezentował Japonię w Pucharze Davisa, stając się rekordzistą japońskiej reprezentacji pod względem liczby zwycięstw – odniósł 41 wygranych pojedynków przy 23 porażkach. Tworzył także razem z Satoshim Iwabuchim najskuteczniejszą parę deblową w historii zespołu narodowego odnosząc 10 zwycięstw.
W 1996 roku uczestniczył w igrzyskach olimpijskich w Atlancie. Wystąpił w grze podwójnej, w parze z Iwabuchim. Japończycy odpadli z rywalizacji w 2 rundzie pokonani przez Sergiego Bruguerę i Tomása Carbonella.
Suzuki jest również multimedalistą igrzysk azjatyckich, w których zdobył 1 złoty medal, 1 srebrny oraz 2 brązowe.
W rankingu gry pojedynczej Suzuki najwyżej był na 102. miejscu (23 listopada 1998), a w klasyfikacji gry podwójnej na 119. pozycji (7 listopada 2005).

### Finały w turniejach ATP World Tour
| Legenda                                      |
| -------------------------------------------- |
| Wielki Szlem                                 |
| Igrzyska olimpijskie                         |
| Tennis Masters Cup / ATP Finals              |
| ATP Masters Series / ATP Tour Masters 1000   |
| ATP International Series Gold / ATP Tour 500 |
| ATP International Series / ATP Tour 250      |

#### Gra podwójna (1–0)
| Końcowy wynik | Nr | Data                 | Turniej | Nawierzchnia | Partner          | Przeciwnicy              | Wynik finału    |
| ------------- | -- | -------------------- | ------- | ------------ | ---------------- | ------------------------ | --------------- |
| Zwycięzca     | 1. | 24 października 2005 | Tokio   | Twarda       | Satoshi Iwabuchi | Simon Aspelin Todd Perry | 5:4(3), 5:4(13) |